# Алонсо, Амадо
Амадо Алонсо (исп. Amado Alonso García, 13 сентября 1896, Лерин, провинция Наварра — 26 мая 1952, Арлингтон, штат Массачусетс) — испанский и аргентинский филолог-испанист, литературовед.

## Биография
Ученик Америко Кастро и Рамона Менендеса Пидаля. Учился в Мадридском и Гамбургском университетах. Первую работу опубликовал в 1922 году. В 1927 году защитил докторскую диссертацию о «Сонатах» Валье-Инклана. С того же года — директор Института филологии факультета философии и литературы Университета Буэнос-Айреса (до 1946 года, после смерти учёного Институт стал носить его имя). В 1946 году переехал в Гарвард, где преподавал до самой кончины. 
Много раз был приглашённым профессором в различных университетах Пуэрто-Рико, Чили, США. Действительный и почётный член ряда академий Латинской Америки и США.

## Труды
Автор основополагающих работ по лингвистике и стилистике, истории языка и литературы Испании и Латинской Америки. Перевёл на испанский труды Фосслера, Балли, Соссюра. Основал филологические журналы Revista de Filología Hispánica (1939—1946) и Nueva Revista de Filología Hispánica.

## Избранные монографии
- Estructura de las Sonatas de Valle Inclán (1928)
- El problema de la lengua en América (1935)
- Castellano, español, idioma nacional. Historia espiritual de tres nombres (1938)
- Gramática Castellana (1938—1939, соавтор — Педро Энрикес Уренья)
- Poesía y estilo de Pablo Neruda (1940)
- Ensayo sobre la novela histórica: El modernismo (1942)
- Estudios lingüísticos. Temas españoles (1951)
- Estudios lingüísticos. Temas hispanoamericanos (1953)
- Materia y forma en poesía (1955)
- De la pronunciación medieval a la moderna en español (1955)